# Arcadi Navarro
Arcadi Navarro i Cuartiellas (Sabadell, 1969) es doctor en Biología por la Universidad Autónoma de Barcelona y profesor de investigación en la Institució Catalana de Recerca i Estudis Avançats ICREA  y en el Evolutionary Genomics Lab de la Universidad Pompeu Fabra. 

## Trayectoria
Se ha dedicado al ámbito de la investigación de la genética de poblaciones, la evolución molecular, los genotipos y fenotipos y los estudios de asociación. Actualmente es director de un grupo de investigación en genómica evolutiva dentro de la Unidad de Biología Evolutiva del Departamento de Ciencias Experimentales y de Salud de la Universidad Pompeu Fabra. También dirige la Población Genómica Nodo del Instituto Nacional Español de Bioinformática (INB). En 2009 fue premiado con el galardón Acreditación Avanzada de Investigación de la Generalitat de Catalunya. Entre sus últimas publicaciones hay que destacar Contra natura, l’essència conflictiva del món viu (Alzira, 2006), y ha participado en artículos académicos como Genomic analysis of the blood attributed to Louis XVI (1754-1793), king of France (Scientific Reports, 2014). El 2016 fue nombrado secretario de universidades de la Generalidad de Cataluña.